# ギターノイズ
ギターノイズとは、ギターから生じる様々のノイズを指す。

## アコースティックギターのノイズ

### フレットノイズ
「フィンガーノイズ」「フィンガリングノイズ」「フィンガーレスノイズ」とも呼ばれるノイズ。巻弦（4～6弦）上で、指がフレットを移動する際に、巻いてある弦のエッジと擦れる事で「キュッ」というような音がするノイズ。特に張ったばかりの新しい弦で出やすい。効果的に入れる事で音のアクセントともなる。エレクトリックギターでも発生するが、歪みが強いと耳障りな音になるためあまり良い印象を与えない事が多く、なるべくフレットノイズが出ないように弾く場合が多い。演奏技術が未熟である場合はコントロールがしづらく、意図せず発生してしまう事が多い。

## エレクトリックギターのノイズ
エレクトリックギターは電気的な仕組みを利用しているためアコースティックギターより、以下のような多くのノイズが生じる。

### 電磁誘導ノイズ

#### 外からの電磁誘導ノイズ
パソコンなどの電磁波を多く出す機器の近くでは、鳴らしていない状態でも「ウィーン」「ビーン」というような電磁誘導ノイズを、ピックアップが拾う事が多々あるがこれは故障ではないため、単純に機器から離して使用すれば改善する。特にレコーディングでパソコンを使用する場合には要注意である。

#### シールド・ケーブルからの電磁誘導ノイズ
シールドケーブルの向きが誤っている可能性が考えられるので、逆向きに差して試してみると改善することがある。
また安価なシールド・ケーブルの場合、被膜が薄かったり防磁性能の劣る被膜である場合では、外からの電磁誘導ノイズを拾い易くなる。また芯線自体の通電性が悪い可能性も考えられる。また一般的にケーブル長が長いものほど、それだけ電磁誘導ノイズの影響を受けやすいと考えられるため、エフェクター間はパッチケーブルを積極的に利用し、ギターとの接続には部屋内であれば3m程の長さがあれば事足りる場合も多く、そのような場合はそうするなど、全体のケーブルの長さを短くすることが電磁誘導ノイズに対して効果的である。
ジャックをアンプ等に差した際に「ボンッ」と鳴ったり、ジャックを回した際に「ガリ」というような音が鳴る場合には、ジャックが錆び付いていたり汚れが付着していたりする可能性があるため、無水アルコールでふき取るなどして錆などを取る。一回で改善しない場合は、ジャックを入れて回して抜き取ったあと拭き取るという作業を繰り返す。錆は皮脂の汗や脂でつきやすくなるので、良い状態をキープするためジャックの端子部分には、指に触れないようにすることが大切である。

#### アンプからのノイズ
何も接続しない状態でアンプの電源を入れると「ジー」というノイズが入るときがあるが、電源またはその経路に問題がある事がある。原因としては電源コネクタの向きが逆であったり、電源をたこ足配線から取っている場合に一緒に接続してある電気機器からの影響を受けたりする場合がある。

#### ガリノイズ
ピックアップ・コントロール部品内（ポット/ポテンショメーター/可変抵抗器と呼ばれる一般的なボリューム素子やスイッチ類）に生じる錆やほこりに起因する扇動子の接触不良が原因である為、改善するにはメンテナンスが必要となる。

#### スクラッチノイズ
アンプやエフェクターで歪ませた状態で、巻弦（4～6弦）の上または側面をピックで擦りつけながら勢いよく滑らせることで発生する「ギュイーン」というような音がするノイズ。滑らせる際の弦の太さ・種類、スピード、強さによって音が変わってくる。これは意図的な効果を狙って行う奏法の一種ともいえ、ハードロックやヘヴィメタルでよく使われる。ピックスクラッチも参照。

### 物理的なノイズ
ピックアップのネジが緩んでいたりすると、弦を弾いた際にボディも振動するため、その振動がピックアップに伝わってしまい、ボディとのすき間で微少な衝突によるバイブレーションのような「ヴィーン」のような耳障りな音が発生してしまうことがある。ネジを締め直す事で改善する場合が多いが、ネジ穴がバカになっている場合は、一旦ネジ穴を瞬間接着剤等で埋めた後に、ネジ穴を掘り直す処置が必要となる。ただしネジ穴が貫通してあるタイプでは、接着剤も貫通してしまうため作業を行う際は、下に垂れ落ちないよう要注意である。